# Championnats de France de triathlon 2012
Navigation
Édition précédente Édition suivante
Les championnats de France de triathlon 2012 se sont déroulés à Saint-Cyr, le dimanche 2 septembre 2012.

## Palmares

### Hommes
|        | Triathlète        | Temps           |
| ------ | ----------------- | --------------- |
| Or     | Laurent Vidal     | 1 h 53 min 30 s |
| Argent | Tony Moulai       | 1 h 54 min 10 s |
| Bronze | Grégory Rouault   | 1 h 54 min 10 s |
| 4      | Aurélien Raphaël  | 1 h 54 min 19 s |
| 5      | Étienne Diemunsch | 1 h 54 min 40 s |
| 6      | Félix Duchampt    | 1 h 54 min 54 s |
| 7      | Aurélien Lebrun   | 1 h 54 min 59 s |
| 8      | Aurélien Lescure  | 1 h 55 min 14 s |
| 9      | Thomas André      | 1 h 55 min 39 s |
| 10     | Brice Daubord     | 1 h 55 min 54 s |

### Femmes
|        | Triathlète       | Temps           |
| ------ | ---------------- | --------------- |
| Or     | Jessica Harrison | 1 h 00 min 40 s |
| Argent | Anne Tabarant    | 1 h 00 min 51 s |
| Bronze | Charlotte Morel  | 1 h 00 min 58 s |
| 4      | Léa Duchampt     | 1 h 03 min 36 s |
| 5      | Caroline Lopez   | 1 h 04 min 19 s |
| 6      | Laurie Belkadi   | 1 h 04 min 38 s |
| 7      | Camille Donat    | 1 h 04 min 56 s |
| 8      | Maud Cloix       | 1 h 05 min 26 s |
| 9      | Jessica Leroux   | 1 h 06 min 10 s |
| 10     | Alexia Bailly    | 1 h 06 min 29 s |